# Праджняпарамита

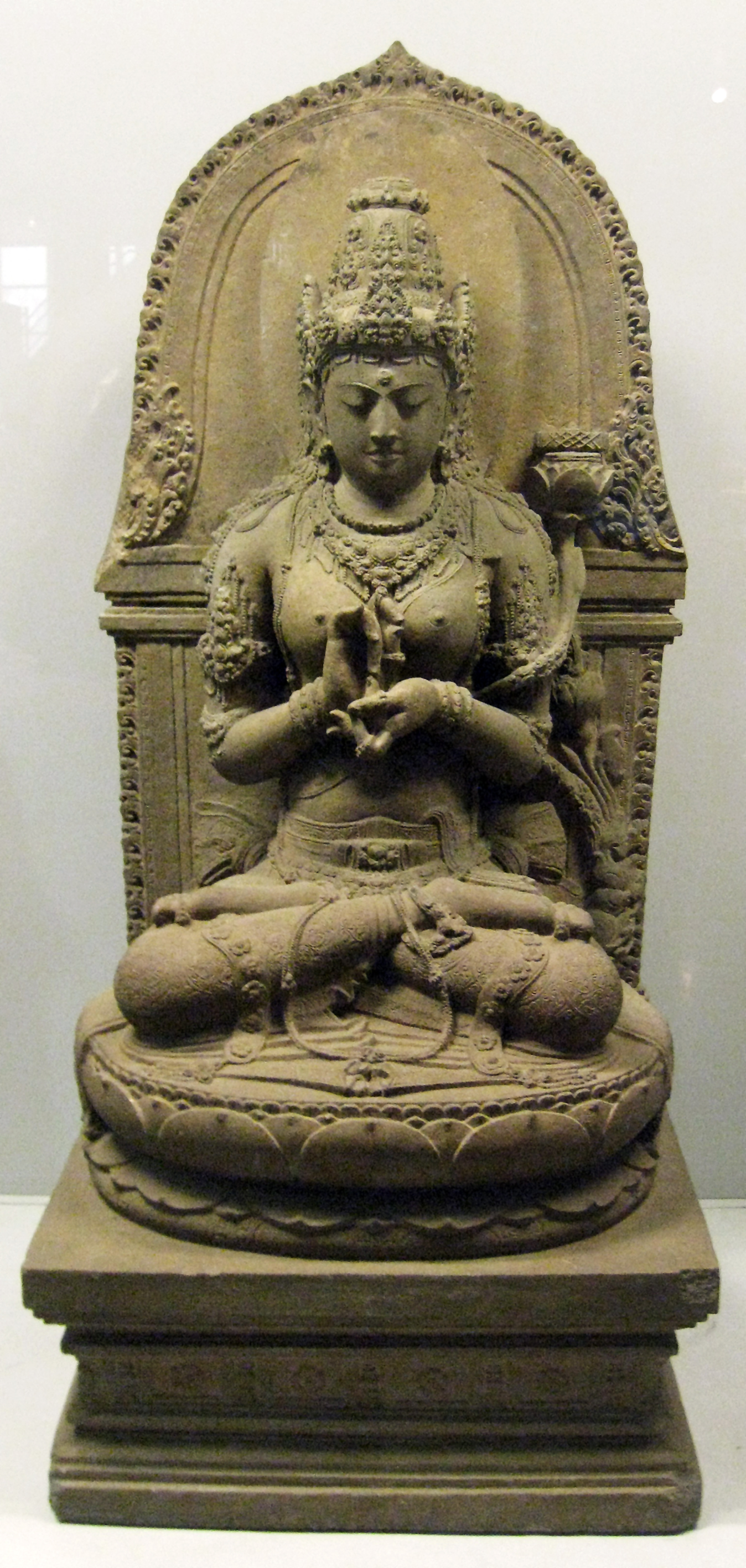
Бодхисаттва Праджняпарамита (Индонезия)

Праджняпарами́та (санскр. प्रज्ञपारमिता Prajñāpāramitā, «мудрость, переправляющая к совершенству», дословно «совершенство мудрости», также «запредельная мудрость», «совершенствование мудрости», «совершенная мудрость»; кит. трад. 般若波羅蜜多, упр. 般若波罗蜜多, палл. Божэ боломидо; монг. билэг бармид, яп. 般若波羅蜜多, ханняхарамитта) — одна из центральных концепций буддизма Махаяны, принципиально описывающая доктрину дхарм и пустотности (шуньяты).
Праджня-парамита в буддизме — шестая парамита («совершенство, переводящее на другой берег») после начальных шести: дана-парамита (совершенство даяния), кшанти-парамита (совершенство терпения), вирья-парамита (совершенство усердия), шила-парамита (совершенство соблюдения обетов), дхьяна-парамита (совершенство созерцания). Одно из «высших достижений адепта», осуществление которых ведет «к состоянию будды». В буддизме махаяны — также философско-сотериологическое учение и «персонифицированная мудрость, присущая буддам и бодхисаттвам»; в сутрах называется «матерью всех будд». В буддийском пантеоне Праджняпарамита — богиня-бодхисаттва, «персонификация трансцендентной мудрости».

## Основа концепции
В раннем буддизме праджня (мудрость, знание, понимание, различение) предполагала постижение четырёх благородных истин и закона взаимозависимого возникновения (пратитья-самутпада). Сутры Праджняпарамиты провозгласили мудрость (праджню) наивысшим «совершенством» (парамитой) и наиболее действенным средством достижения нирваны. В буддизме махаяны праджня означает познание сансары и нирваны как «пустоты» (шуньята). В философии махаяны «пустота» — это условность или относительность, бессубстанциональность и временность всех явлений, синоним закона зависимого происхождения (пратитья-самутпада). Праджня вместе с каруной (состраданием) составляет «опору» пути бодхисаттвы.
Согласно пояснениям пятого Далай-ламы (XVII в.), «практика совершенствования мудрости состоит из двух частей: освоение бессамостности себя (например, через „постижение причинно-зависимого возникновения“) и освоение бессамостности внешних объектов». Соответственно, «бессамостность (то есть „отсутствие самости“) рассматривается двояко: бессамостность субъекта и бессамостность внешних объектов».
Конечная истина раскрывается в Праджняпарамита-сутрах через «пустотность» (шуньята) всех вещей, сансары и нирваны и даже самого учения Будды. Не имеют реального референта даже такие понятия как «бодхисаттва» и «совершенство мудрости»: понятия значимы только на уровне «практической» истины, но не конечной. Самой короткой сутрой, в парадоксальной манере излагающей суть данного учения в сжатом, концентрированном виде, является «Праджняпарамита-хридая-сутра» (Сутра сердца праджняпарамиты). Буддолог Е. А. Торчинов обобщил основные идеи праджняпарамита-сутр следующим образом:
1. Бессущностна не только личность (пудгала-найратмья, см. также Анатмавада), но и образующие личность со всей сферой опыта элементарные психофизические состояния (дхарма-найратмья).
2. Пребывание живых существ (саттва) в сансаре иллюзорно. Мираж сансарического существования порожден неведением (авидья). В действительности все существа являются буддами и пребывают безначально в нирване.
3. Будда не есть человеческое существо, пусть даже совершенное в святости. Будда — синоним истинной реальности как она есть (бхутататхата).
4. «Истинная реальность не может быть описана и обозначена. Она в принципе несемиотична и недоступна для языкового выражения. Всё описываемое не есть реальность, и всё реальное не может быть выражено в языке и представлении.»
5. Истинная реальность постигается благодаря йогической интуиции, которая и есть праджняпарамита[21].

## Сутры праджняпарамиты
В буддийской традиции существует ряд сутр, в той или иной степени описывающих доктрину совершенства запредельной мудрости:
- Аштасахасрика-праджняпарамита-сутра («Восьмитысячестишие о совершенстве мудрости»; I в. до н. э.);
- Аштадашасахасрика-праджняпарамита («Восемнадцатитысячник»; сохранилась частично);
- Панчавимшати-праджняпарамита («Двадцатипятитысячник»; сохранилась только на кит. и тиб., переводы на кит. III—VII века);
- Шатасахасрика-праджняпарамита («Стотысячник о совершенстве мудрости»);
- Праджняпарамита-хридая-сутра («Сутра Сердца»; по разным данным II[4] — V века; существует в версиях 14 и 25 строк[4]);
- Ваджраччхедика-праджняпарамита-сутра («Алмазная сутра»; около IV в.);
- Праджняпарамита-экакшара-сутра («Однослоговая»; अ «А»);[22]
- Махапраджняпарамита-сутра[англ.] («Сутра великой праджняпарамиты», состоящая из 16 сутр)[23] и другие сутры. Написаны на санскрите.

Обычно называют 17 текстов, предмет объяснения которых — праджняпарамита, отмечая при этом, что их значительно больше. Буддисты считают, что самая большая из сутр данного цикла — «пятисоттысячная», и она отсутствует «в мире людей».
«Аштасахасрика-праджняпарамита-сутра», появившаяся в I веке до н. э., являлась первым текстом из серии сутр праджняпарамиты. В дальнейшие два-три столетия появились дополненные варианты «Аштасахасрики» объёмом в 25 000, 100 000, 500 000 шлок, мало отличавшиеся от исходной сутры по содержанию, но включающие в себя дополнительные повествовательные элементы, повторы и описания. После периода дополнений начался период обобщения и резюмирования обширных сутр, в ходе которого появились лаконичные и очень почитаемые в Восточной Азии «Алмазная сутра» и «Сутра сердца Запредельной Премудрости», а также некоторые другие сутры.
Праджняпарамита-сутры легли в основу философии школы мадхьямака, их можно отнести к текстам махаяны «теоретического характера». Е. А. Торчинов отмечал: «Появление махаянских сутр является одним из самых загадочных моментов в истории буддизма». Эти тексты за редким исключением имеют начало, типичное для буддийских сутр: «Эва майя шрутам» — санскр., «Так я слышал», или «Так мной было услышано» (на 1-м буддийском соборе Ананда, ученик Будды, начинал этими словами излагать проповеди Учителя). Однако «мы не имеем ни малейшего представления ни об их авторах, ни о точном времени их появления». Считается, что автором всех сутр праджняпарамиты является Будда Шакьямуни. Согласно традиции, когда Будда излагал данные сутры, то остался не понятым, поэтому сутры некоторый период времени не были известны. Бодхисаттвы, которые «незримо присутствовали» во время этих проповедей, сохранили слово Будды, чтобы изложить его тогда, когда придёт нужное время. Согласно другой версии, Будда произносил слова, записанные в махаянских сутрах, для своих «наиболее совершенных учеников». «Позднее эти тексты были сокрыты Буддой и пребывали сокрытыми до тех пор, пока не появились люди, способные понять их.» По преданию, «великий махаянский философ Нагарджуна (ок. II в. н. э.) спустился в подводный дворец нагов..., где и обрел спрятанные там Буддой тексты праджня-парамиты».
Центральной категорией Праджняпарамита-сутр является «пустота» (шуньята) — отсутствие «собственной» независимой ни от чего сущности объекта, что предполагает невозможность описать объект в содержательных терминах. (Объектами могут быть состояния сознания и собственное тело субъекта.) Согласно доктрине «пустоты», не только личность лишена «собственной природы» (свабхава), как утверждается в учении Абхидхармы, но и образующие её элементарные психофизические состояния (дхармы). Сутры праджняпарамиты принято делить на сутры прямого смысла, в которых излагается учение о «пустоте» (например, «Сутра сердца», Махапраджняпарамита-хридая-сутра), и на сутры «непрямого», «скрытого» смысла, в которых излагается учение о «ясном познании» (абхисамая), или о пути просветления (например, «Сутра праджняпарамиты в 25 тысяч строф», Панчавимшастисахасрика-праджняпарамита-сутра). Примечательно, что в «Алмазной сутре» (Ваджраччхедика-праджняпарамита-сутра) излагается концепция шуньяты, но ни разу не употребляется этот термин.
Праджняпарамитские сутры по сути предназначены для медитативных практик. Их основная функция — активно влиять на сознание буддиста-созерцателя. Дигнага в его «Праджняпарамита-пиндартхе» подчеркивал направленность текстов праджняпарамиты на «порождение» в процессе медитативной практики особого состояния сознания. Слово «праджняпарамита» означает текст этих сутр, а также само это состояние. С точки зрения буддистов, такой текст мог быть создан только автором, достигшим «совершенства мудрости». По словам советского и эстонского буддолога Линнарта Мялля, занимавшегося исследованиями праджняпарамитской литературы, праджняпарамитские тексты представляют собой объективацию пробуждённого состояния сознания, и имеют психопрактическое назначение. Именно психопрактическая функция сутр праджняпарамиты отличает их от других канонических текстов махаяны. Л. Мялль выделял в наиболее ранней сутре «Аштасахасрика» данной серии четыре основные термина праджняпарамитской психологии: 1) «праджняпарамита» — особое состояние сознания, при котором становится возможным полное понимание текстов Праджняпарамиты; 2) «сарваджнята» (sarvajñatā) — «всезнание», способность охватывать мир в его целостности, свойственная наивысшему состоянию сознания; 3) «ануттара самьяксамбодхи» (anuttarā saṃyaksaṃbodhi) — «наивысшее совершенное просветление» (bodhi, saṃbodhi — производные от корня buddh — «пробуждаться», «понимать»); 4) «татхата» (tathatā) — «таковость», онтологический аспект наивысшего состояния сознания, «база для просветления», после достижения которого уже не существует противопоставления субъективного и объективного, внутреннего и внешнего; некая трансцендентальная основа всех дхарм, всех явлений и путей; близкий по смыслу термин — «шуньята». Эти четыре санскритских термина, наряду с термином «нирвана», обозначают наивысшее состояние сознания, которое является для буддистов целью их стремлений.
В мифологии махаяны и ваджраяны олицетворением мудрости (праджня) является бодхисаттва Манджушри. Его образ сложился в последние века до н. э. В наиболее популярной форме Манджушри предстает индийским царевичем с телом желто-золотистого цвета, который символизирует богатство его знаний, сидящим в позе лотоса на лотосовом троне или восседающим на белом льве. В поднятой правой руке он держит пылающий меч, отсекающий неведение (авидья). В левой руке у сердца он держит стебель цветущего лотоса, чьи лепестки поддерживают текст праджняпарамита-сутры.
Впервые полные тексты сутр праджняпарамиты — «Ваджраччхедика-праджняпарамита-сутры» и «Хридая-сутры» — были опубликованы на русском языке в 1986 году в сборнике статей «Психологические аспекты буддизма», Новосибирск: Наука, 1986.